# 克里特战争 (1645年—1669年)
克里特战争（希臘語：Κρητικός Πόλεμος），又称干地亚战争（義大利語：Guerra di Candia）或第五次奥斯曼－威尼斯战争，是威尼斯共和国及其盟友（主要有马耳他骑士团、教皇国和法国）与奥斯曼帝国、巴巴里海岸诸国之间的一场战争，战争的主要目的是争夺威尼斯最大、最发达的海外领地克里特岛。战争于1645年爆发，1669年结束，克里特岛，尤其是干地亚城是主要战场，除陆上战斗外，双方海军还在爱琴海海域多次交战，达尔马提亚为此战的次要战场。
尽管奥斯曼军队在战争的最初几年中占领了克里特岛的大部分土地，但威尼斯守军在岛上首府干地亚（今伊拉克利翁）的堡垒中坚守。英国诗人拜伦把这场长时间的围城战比作特洛伊战争。围困的僵局使得战争的重点转为保证岛上军队的物资供应。对威尼斯人来说，他们战胜奥斯曼大军的唯一希望就是断绝其补给和增援。因此，双方及其盟友的海军进行了多次海战。得益于教皇的劝诫与十字军精神的复兴，许多西欧国家出于“保卫基督教世界”的目的派遣人员、船只与物资前来支援威尼斯。整场战争中，威尼斯始终有着海军优势，海战也胜多败少，但他们未能彻底封锁达达尼尔海峡，无力断绝克里特岛上敌军的物资供应。奥斯曼帝国自己则受到内乱的影响，同时也分心于进攻特兰西瓦尼亚和哈布斯堡王朝。
与奥斯曼帝国的贸易是威尼斯经济的一大支柱，长期的战争使威尼斯的经济不堪重负。尽管来自西欧的援助有所增加，厌战情绪仍在17世纪60年代的威尼斯蔓延。奥斯曼人则在科普鲁律家族的领导下恢复了活力，1666年，在大维齐尔科普鲁律·法泽尔·艾哈迈德帕夏的亲自监督下，奥斯曼军发动了最后的远征，战争走向了最终，也是最血腥的阶段。干地亚在两年之后投降，战争以奥斯曼帝国的胜利而告终。和约中，威尼斯在克里特岛得以保留了几个孤立的堡垒，同时在达尔马提亚取得一些领土补偿。15年后，威尼斯人的复仇心点燃了第六次奥斯曼–威尼斯战争的战火，威尼斯虽在此战中获胜，但克里特岛仍被奥斯曼帝国控制，直至1897年克里特岛建立自治国家。

## 背景
第四次奥斯曼–威尼斯战争（1570-1573年）中，奥斯曼帝国从威尼斯共和国手中夺走了塞浦路斯岛，此后，克里特岛（名义上的“干地亚王国”）成为威尼斯仅存的重要海外领地。该岛重要的战略位置使之成为了奥斯曼帝国扩张的下一个目标，与马耳他岛相比，克里特岛面积更大，土地肥沃，且防御薄弱，是一个更具诱惑力的目标。威尼斯则军力弱小，且其经济严重依赖于与奥斯曼帝国的不间断贸易，因此努力避免激怒奥斯曼帝国，谨守上次战争结束后与奥斯曼帝国签订的条约，维持了六十年的和平关系。17世纪初，威尼斯的势力进一步衰弱，其赖以维持经济繁荣的东地中海香料贸易，因大西洋新航路的开通而衰落；另外，三十年战争的爆发又使威尼斯失去了德国市场；更糟的是，威尼斯还卷入了北意大利的一系列战争，如曼托瓦及蒙费拉托爵位继承战争；1629-1631年，黑死病在意大利爆发，威尼斯损失了三分之一的人口。
两国之间的潜在冲突仍然存在，1638年发生的事件证明了这一点：这一年8月7日，一支威尼斯舰队在奥斯曼领土发罗拉攻击并消灭了一队在该港寻求保护的巴巴里海盗。苏丹穆拉德四世对此感到愤怒，威胁要处死奥斯曼境内所有威尼斯人，并对威尼斯实行贸易禁运。不过奥斯曼此时还在与萨法维王朝交战，于是威尼斯赔给奥斯曼25万泽基诺金币（即杜卡特），换取了局势的缓和。
类似事件在1644年再次发生，不过这次的结果却是大相径庭：这年9月28日，马耳他骑士团海军袭击了一支奥斯曼船队，这支船队从君士坦丁堡出发，送几位大人物和许多前往麦加的朝觐者前往亚历山大：船上的贵客包括卸任被流放的前首席黑人太监辛比尔·阿迦（Sünbül Ağa）、开罗的卡迪以及未来的苏丹穆罕默德四世的奶妈。战斗中，辛比尔·阿迦等许多大人物都被杀，剩余350名男子与30名妇女被当成奴隶出售。骑士团将战利品装上船前往克里特岛南岸的一个小港口，在那里停泊数天，卸下一部分奴隶与水手。奥斯曼帝国对此相当愤怒，指责威尼斯勾结骑士团共同策划了这次袭击，威尼斯则坚决否认，由于奥斯曼帝国当时由鹰派执政，这件事情成为了奥斯曼攻击虚弱的威尼斯的完美借口。双方开展了长时间的谈判，一直持续到1645年，但即使大维齐尔苏丹扎德·穆罕默德帕夏并不支持开战，战争最终还是爆发。奥斯曼迅速组织起超过5万名士兵和416艘战舰，由苏丹的女婿，卡普丹帕夏（海军司令）希拉赫达尔·优素福帕夏率领，于4月30日从达达尼尔起航，驶向伯罗奔尼撒半岛的纳瓦里诺港，在那里停留三个星期。在此期间，奥斯曼帝国并没有宣布他们要攻击哪里，为了减轻进攻压力，他们暗示这支军队的目标是马耳他。

## 战事

### 克里特岛的早期战斗
奥斯曼帝国的愚弄策略达到了预期效果，1645年6月23日，这支大军抵达克里特岛，令威尼斯人相当震惊。尽管时任总监督安德烈亚·科尔内（Andrea Corner）已尽力而为，但威尼斯的防御准备仍然糟糕。岛上的防御工事相当坚固，但久疏管理，需要投入不少力量加以修补。1644年末，对奥斯曼帝国进攻感到忧虑的威尼斯决定加强在克里特岛的防御，送去2500名士兵与一些补给物资，并开始重新武装海军，教皇国和托斯卡纳承诺将在战争爆发时给予威尼斯支援。

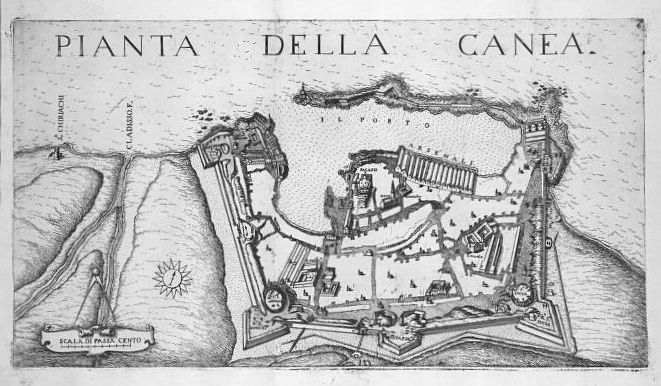
卡内亚（今干尼亚）及其干尼亚防御工事地图，1651年

奥斯曼军首先在卡内亚（今干尼亚）以西15英里处登陆，那里的当地民兵很快逃走。随后奥斯曼军攻打了位于小岛上的圣托莱多（St. Todero）堡垒，这座堡垒的司令，伊斯特拉人巴拉西奥·祖利安（Blasio Zulian）选择与剩余守军一起自爆，炸毁了堡垒，没有让它落入奥斯曼之手。接下来，奥斯曼军前往进攻卡内亚城，围城56天后，该城于8月22日被攻陷。不过在此时，威尼斯的防御有所增强，因为教皇国、托斯卡纳、那不勒斯、马耳他骑士团都派来战船支援。9月份，奥斯曼舰队陷入混乱，但基督教联军司令，教皇的侄子尼科洛·卢多维西因过度谨慎而错失了这一良机。10月1日，联军最终出动90艘战舰尝试夺回卡内亚，却因奥斯曼军的顽强防御和内部缺乏合作而失败，不久之后，联军就各自返回了基地。

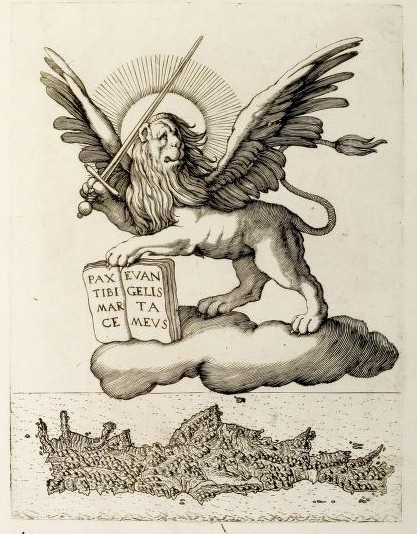
威尼斯制图师弗朗切斯科·巴西利卡塔绘于1651年的地图，表现威尼斯的象征圣马可飞狮守卫着干地亚王国（克里特岛）的场景。不过当时除首府干地亚外，克里特岛剩下的部分都已被奥斯曼军占领

11月，奥斯曼指挥官希拉赫达尔·优素福帕夏将大军留在克里特岛上，自己回到君士坦丁堡过冬。然而不久之后，他因触怒了苏丹而被处死。尽管如此，奥斯曼仍继续准备再次发起进攻，扩大战争；威尼斯则四处筹集资金与人力，同时不停向其他欧洲国家寻求支援，但此时欧洲大多数国家都卷入了激烈的三十年战争，威尼斯的请求大多没有被同意。大规模的战争使得威尼斯财政困难：他们除了向在意大利的属地（所谓“内陆领地”）征税外，还公开出售贵族头衔和市政官员职位以填补战争金库。元老院任命80岁高龄的总督弗朗切斯科·埃里佐领导对抗奥斯曼的战事，1646年后者去世后，他的位置由73岁的海军元帅吉奥瓦尼·卡佩洛（Giovanni Cappello）接替。
卡佩洛在1646年的战事中表现一般：他没能阻止科卡·穆萨帕夏率领的奥斯曼援军，后者在6月成功登陆（参见下文）；8月份他尝试在干尼亚湾攻击奥斯曼舰队以打破对方对雷西姆农的封锁，这次行动同样失败，这也直接导致该城在10月20日陷落，雷西姆农城堡也于11月13日被攻占。1646-1647年冬季，双方都受到瘟疫的影响，直到1647年春季，战事都没什么进展。然而在6月中旬，一支奥斯曼小部队出人意料地击溃了许多威尼斯雇佣军，这给了奥斯曼指挥官加齐·侯赛因帕夏机会，他成功征服了岛的东半部，只剩锡蒂亚堡垒仍在威尼斯手里。威尼斯军和当地居民都损失惨重，据估计，到1648年，已有40％的克里特居民死于战争和瘟疫，战前岛上有约26万居民，战争结束后的1677年，这个数字降到了8万左右。到1648年初，除了干地亚和在格拉姆武萨群岛等地的孤立堡垒外，克里特岛余下的部分都被奥斯曼军占领。

### 围攻干地亚
干地亚围城战开始于1648年5月，奥斯曼军首先用三个月时间准备围城，切断了该城的水源。这场围城战最终到1669年才结束，围城时间之长，在历史上仅次于1694-1727年间摩洛哥苏丹伊斯玛仪·伊本·沙里夫指挥的休达之围。奥斯曼军虽开始围攻，但基督教海军在爱琴海上拦截了向岛上输送补给与增援的奥斯曼舰队，使得他们的补给状况恶化；在国内，苏丹易卜拉欣一世不仅朝令夕改，还经常处决高级官员，也使得战事很不顺利；最终苏丹被废黜，年幼的儿子穆罕默德四世继位，奥斯曼帝国的政局陷入混乱。
补给的缺乏迫使加齐·侯赛因帕夏在1649年初暂时撤围，两个月后，奥斯曼舰队在当年6月成功抵达克里特，围城恢复。奥斯曼军全力攻打堡垒，挖掘了70多条坑道以炸毁工事，但还是没能成功，反而损失1000多人，随后又有1500名耶尼切里被调走；1650年大多数时间中，奥斯曼军没有得到任何增援，侯赛因帕夏只能尽力封锁城市。奥斯曼军在干尼亚地区修建了三道防线以稳固自己的阵地，年底，援军终于到达，使得他们能更有效地执行封锁。尽管威尼斯海军一度封锁了达达尼尔海峡，此时奥斯曼军的补给还算充足，只不过无力再对堡垒发起进攻。1653年，奥斯曼军攻下了苏达湾中的塞利诺岛（Selino）堡垒，重修了几年前被炸毁的的圣托莱多（St. Todero）堡垒。之后的几年中，威尼斯的海上优势越发明显，岛上的奥斯曼军难以得到支援，但他们仍能封锁干地亚，也能控制岛上的占领区，此后围城战陷入僵持，直到1666年一支奥斯曼大军成功在岛上登陆，彻底改变了局面。

### 海战
海战的完整列表见克里特战争海战列表

#### 开始阶段（1645-1654年）

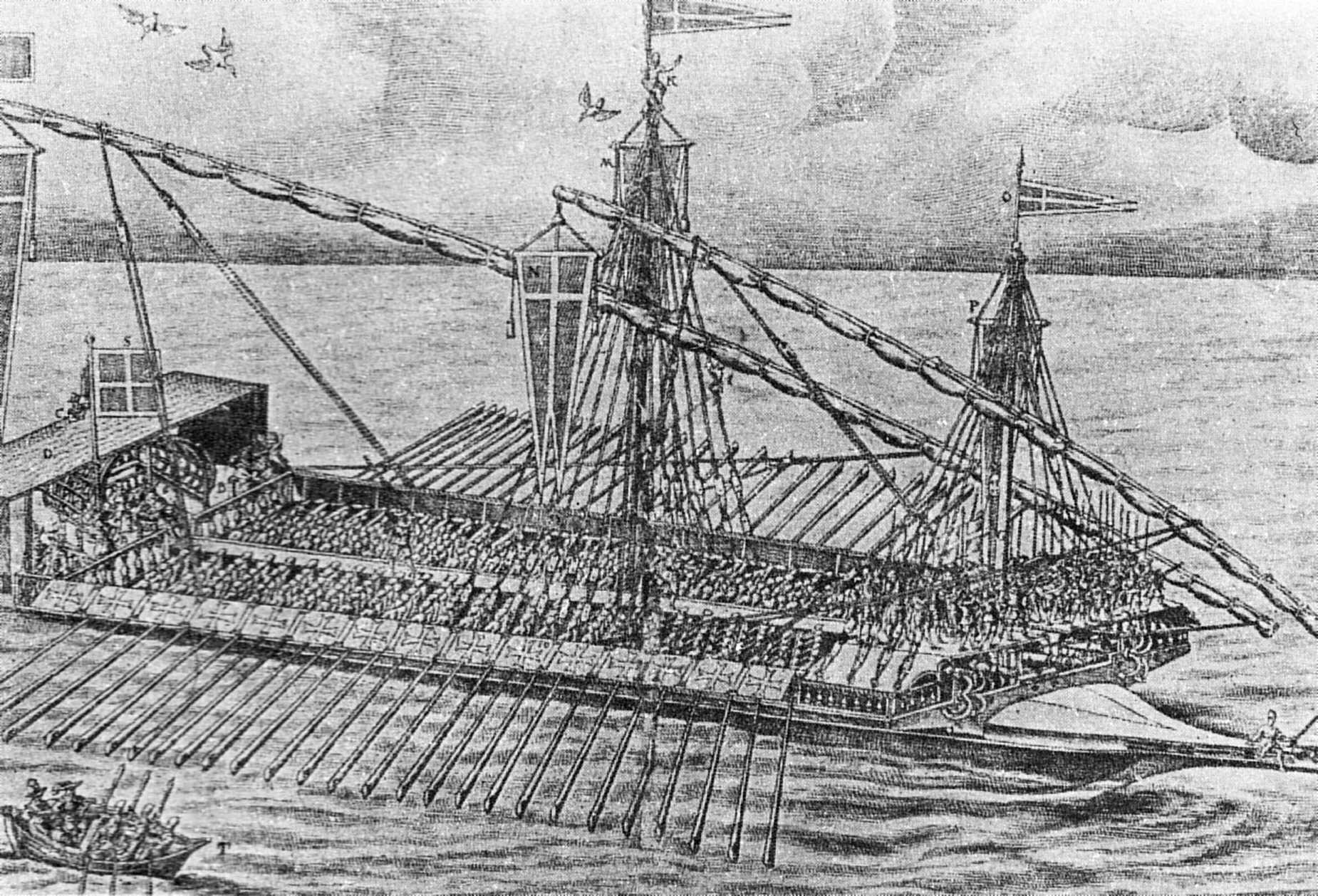
一艘马耳他桨帆船，这种类型的船只在17世纪的地中海海军中仍占重要地位，但逐渐被帆船取代

威尼斯无力在克里特岛陆上反击规模庞大的奥斯曼远征军，但它可以用精良的海军来干扰甚至切断奥斯曼军的海上补给线。1645年，威尼斯及其盟友集结了一支包含60-70艘桨帆船、4艘加莱赛战船及36艘加利恩帆船的舰队。除舰队规模占优外，威尼斯人还更擅长混合使用帆船和桨帆船，而奥斯曼海军几乎只能使用桨帆船。为了加强军力，双方都雇用了荷兰的武装商船，之后双方又雇用了来自英国的武装商船（尤其是奥斯曼帝国）。
1646年，威尼斯海军发起了第一次进攻，试图封锁达达尼尔海峡。将领托马索·莫罗西尼（Tommaso Morosini）率23艘战舰前往爱琴海搜索奥斯曼补给船，并尝试占领海峡入口处极具战略价值的特内多斯岛（Tenedos，今博兹贾岛），以切断克里特岛奥斯曼军的补给线。奥斯曼的卡普丹帕夏（海军司令）科卡·穆萨帕夏率80艘战舰迎击，小规模交战后，便撤回达达尼尔。但是，由于当时风力不足，威尼斯封锁舰队未能拦截6月4日离开海峡的奥斯曼舰队，使得后者成功地将援军和物资补给运到了克里特岛。在克里特岛附近的威尼斯舰队也没能阻挡奥斯曼陆军的进军，这要归咎于指挥官的犹豫、船员薪水未能及时发放以及瘟疫的影响。
1647年1月17日，威尼斯失去了托马索·莫罗西尼，他的座舰被45艘桨帆船包围，使得这位将领在战斗中阵亡，不过奥斯曼军也承受了巨大伤亡，科卡·穆萨帕夏同样被打死。新任威尼斯海军上将吉奥瓦尼·巴蒂斯塔·格里马尼率援军及时赶到，救下了这艘船。这次交战中，威尼斯人的区区一艘战舰给奥斯曼舰队造成了巨大伤亡，严重打击了他们的士气。不过威尼斯军的这一年的总体不太成功，只取得了一些小胜，如突袭切什梅，他们的主要目的没能达成，几次封锁奥斯曼港口都不成功，没能阻止补给和增援驶往克里特岛。

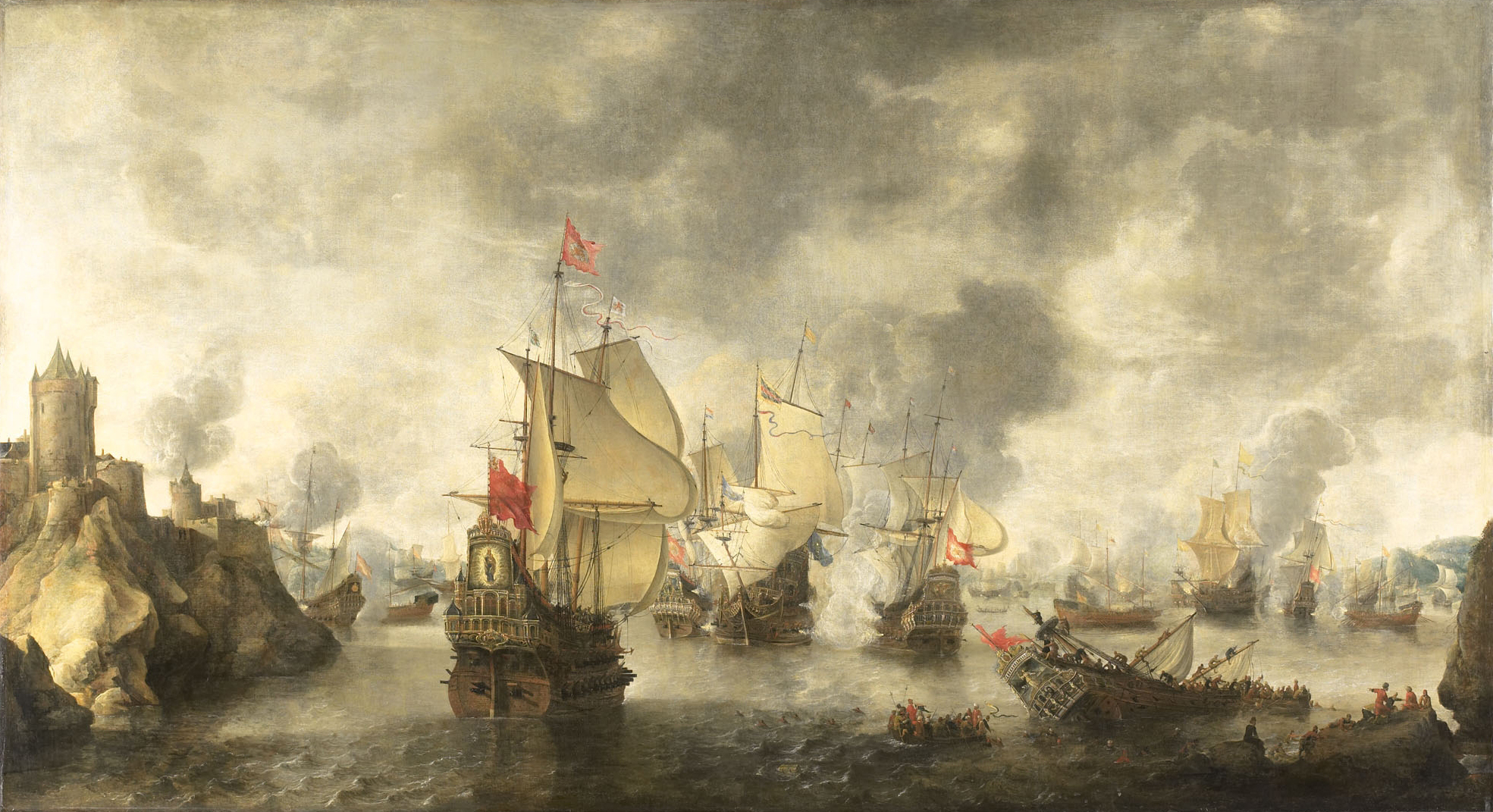
1649年威尼斯与奥斯曼海军在福西亚交战的场景。亚伯拉罕·比尔斯特拉滕绘于1656年

1648年，威尼斯舰队返回达达尼尔，3月中旬，他们遭受风暴袭击，损失不少战船，格里马尼本人也死于非命，不过贾科莫·达里瓦（Giacomo da Riva）带着援军赶来，恢复了舰队的实力（约有65艘战舰），在这一年中，他们成功地封锁了海峡。奥斯曼人决定在切什梅建造一支新舰队，迫使威尼斯人分散兵力，1649年，卡普丹帕夏沃伊诺克·艾哈迈德帕夏（Voinok Ahmed Pasha）率一支强大的舰队打破了封锁。尽管威尼斯于当年5月12日在福西亚的锚地击败奥斯曼舰队，俘虏、摧毁了几艘战船，他们无法阻止奥斯曼大舰队向克里特岛运输补给。这突出了威尼斯共和国的弱点：长期的海上封锁是一项相当困难的任务，他们没有足够的船只来同时封锁达达尼尔海峡和希俄斯岛的水路。除此之外，奥斯曼苏丹在一次重要会议上决定建造、雇佣加利恩帆船，以结束奥斯曼海军完全依赖桨帆船的历史。
1650年的大多数时间中，41艘威尼斯船维持了对达达尼尔海峡的封锁，使得奥斯曼将领海德拉伽扎德·穆罕默德帕夏（Haideragazade Mehmed Pasha）无法支援克里特；年底，罗得岛长官霍扎姆扎德·阿里帕夏（Hozamzade Ali Pasha）从他手中接过指挥权，等到冬天威尼斯人撤军时，他以少数船只装载数千士兵和大量补给，安然无事地驶抵克里特岛。
1651年7月10日，战争中的第一场大规模海战在纳克索斯岛以南爆发，持续三天，最终，威尼斯将领阿尔维斯·莫切尼戈率领的58艘战舰击败了两倍于己的敌军。奥斯曼残军逃往罗得岛，但仍从那里再次起航，驶达克里特岛。列昂纳多·福斯科洛随后取代莫切尼戈，接下来的两年中，两军都没有取得什么进展，奥斯曼军仍能将补给送达克里特岛，他们的舰队也基本保持完好。

#### 达达尼尔战事（1654–1657）

达达尼尔海峡及周边地区

1654年后，奥斯曼帝国开始集中力量：位于金角湾北岸的帝国兵工厂（Tersâne-i Âmire）制造了新的战舰，来自的黎波里塔尼亚和突尼斯的援军也加强了奥斯曼舰队的力量。5月，由79艘舰船（40艘帆船、33艘桨帆船、6艘加利恩帆船）组成的奥斯曼舰队自达达尼尔海峡出航，除主力舰队外，22艘桨帆船在爱琴海待命，14艘巴巴里战船在海峡附近预备增援。相比之下，朱塞佩·多尔芬（Giuseppe Dolfin）指挥的威尼斯封锁舰队仅有26艘战舰，5月16日的海战中，奥斯曼军获胜，不过威尼斯人战斗英勇，给奥斯曼军巨大伤亡，舰队主力也得以逃离，算得上虽败犹胜。爱琴海舰队和巴巴里舰队与奥斯曼主力舰队会合，袭击了威尼斯的蒂诺斯岛，6月21日，他们在与阿尔维斯·莫切尼戈的威尼斯舰队短暂交战后撤走。该年剩下的时间里，喀喇·穆拉德帕夏的舰队没有与威尼斯舰队交战，两支舰队都在爱琴海上来回游弋，9月，奥斯曼舰队因船上的耶尼切里哗变而返回达达尼尔。这年年底，威尼斯方面的军事领导权发生变动：阿尔维斯·莫切尼戈在干地亚去世，在之前的战斗中表现出色的弗朗切斯科·莫罗西尼接过海军指挥权。
弗朗切斯科·莫罗西尼采取了更加积极的战略：1655年春天，他袭击了奥斯曼军位于埃伊纳岛的补给站，3月23日又夜袭沃洛斯，将其港口夷为平地。6月初，莫罗西尼前往达达尼尔海峡，准备袭击奥斯曼舰队，但由于奥斯曼政局动荡，其舰队并没有出航。莫罗西尼将一半的船只（36艘）留给拉扎罗·莫切尼戈，命其继续封锁达达尼尔，他本人则率军返回基克拉泽斯群岛。然而一周后，穆斯塔法帕夏（Mustapha Pasha）指挥143艘战舰于6月21日突然出航。当天的海战以威尼斯人获胜告终，使得奥斯曼舰队在下半年不敢再出击，后又撤回冬季基地；由是，莫罗西尼可以自由地对位于伯罗奔尼撒半岛东南角的莫奈姆瓦夏发起进攻，但并未成功。9月，莫罗西尼被任命为新任克里特监督将军，海军指挥权被交给拉扎罗·莫切尼戈。

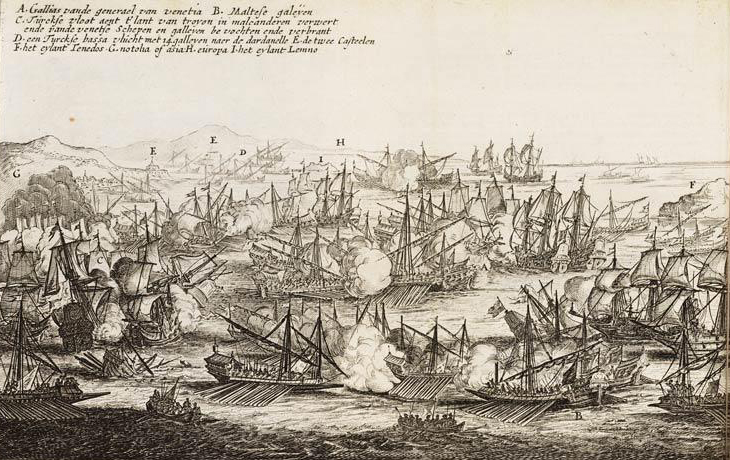
第四次达达尼尔海战（1656年），皮耶特罗·卡斯泰莱永（Pieter Casteleyn）作于1657年

尽管威尼斯在这几年里在海战中占了上风，基本控制了爱琴海，能够从爱琴海诸岛手中收取贡赋、征发新兵，但他们无法将这种优势转化为更实际的效益。尽管落了下风，但奥斯曼舰队仍可以在爱琴海航行，为克里特岛围城部队运输补给和增援，他们还可以利用在亚历山大、罗得岛、希俄斯岛及莫奈姆瓦夏等地的船只进行补给。不过在1656年6月，洛伦佐·马尔切洛指挥的威尼斯-马耳他联合舰队（67艘战舰）与凯南帕夏（Kenan Pasha）指挥的108艘战舰相遇，战斗中，奥斯曼海军“遭受了自勒班陀海战以来最惨痛的失败”，六十艘战舰被击沉，24艘被俘，5000名基督徒划船奴获得自由；威尼斯-马耳他舰队也有一定伤亡，指挥官洛伦佐·马尔切洛战死。尽管战斗结束后马耳他舰队离开，巴尔巴罗·德尔（Barbado Doer）指挥的威尼斯军还是趁胜于7月8日拿下特内多斯岛，8月20日夺取利姆诺斯岛。这两个位于达达尼尔海峡入口附近的岛屿成为了威尼斯海军的基地，使得其封锁更有效率，克里特岛的供应被基本切断，甚至君士坦丁堡本身在这年冬天都遭遇了食物短缺。
1657年，奥斯曼帝国成功逆转局势，1656年9月，新任大维齐尔科普鲁律·穆罕默德帕夏上台，他富有能力，且被授予了近乎独裁的权力，使战争局面得以改观。新任卡普丹帕夏托帕尔·穆罕默德（Topal Mehmed）加强舰队建设，3月，奥斯曼舰队成功躲过威尼斯的封锁，抵达特内多斯岛，不过由于岛上驻军过于强大，他们没有进攻。5月，拉扎罗·莫切尼戈的威尼斯舰队于5月3日及18日两次获得小胜。在教皇国和马耳他海军的支援下，他率舰队前往达达尼尔海峡，准备应对7月17日奥斯曼海军将发起的攻击。基督教各指挥官之间存在一些分歧，使得战斗阵列没有完全成型，奥斯曼舰队得以在会战之前驶出狭窄地带。随后双方断断续续地大战三日，自达达尼尔群岛进入爱琴海，19日晚，一次爆炸摧毁了威尼斯旗舰，拉扎罗·莫切尼戈葬身海底，基督教联合舰队随即撤退。战斗中，奥斯曼的伤亡要比威尼斯联军大，但他们实现了突破封锁的目标。随后巴巴里海军也前来支援奥斯曼，在大维齐尔的亲自指挥下，他们于当年8月31日收复莱姆诺斯岛，11月12日收复特内多斯岛，破灭了威尼斯人再次建立封锁的希望。

#### 僵持阶段（1658–1666）
1658年，奥斯曼的注意力转向北方，他们与特兰瓦尼西亚亲王拉科奇·乔治二世开战，也与后者背后的哈布斯堡王朝作战，战争直到1664年的圣哥达战役后才结束。之后几年中，弗朗切斯科·莫罗西尼指挥的威尼斯舰队尝试封锁达达尼尔海峡而不成功，同时也恢复了攻打奥斯曼堡垒的战略：1658年8月进攻圣塔莫拉岛（Santa Maura，今萊夫卡斯島）失败，但1659年，他们在玛尼欧特斯（希腊馬尼半島的居民）的帮助下，攻占了伯罗奔尼撒半岛上的卡拉马塔城，之后乘胜又拿下了哈尔基季基半岛的托罗尼城、优卑亚岛的卡里斯托斯以及切什梅。但威尼斯并无长期占领这些地方的余力，所以并没有给他们带来实际的好处。在奥斯曼方面，为防止威尼斯军再次进入海峡，大维齐尔科普鲁律·穆罕默德帕夏下令在达达尼尔海峡的欧洲入口一侧修建两座堡垒，分别命名为“海洋堡垒（Sedd el Bahr）”和“海洋之钥（Kilid Bahr）”。
这一阶段中，贸易中断的痛苦使得威尼斯的厌战倾向抬头，他们遣使奥斯曼帝国，但对方提出的割让整个克里特岛的条件令共和国难以接受。这时，法西战争随着比利牛斯条约的签订（1659年）而告终，威尼斯人从中看到了得到更多外来援助的希望，尤其寄希望于的路易十四治下的法国，他们虽一向与奥斯曼关系较好，但最近关系恶化。
外来的援助确实增加了，不少来自欧洲各地的军人志愿加入威尼斯军，各国君主们也感到他们有必要提供人员、物资、船只来帮助威尼斯。1660年4月，阿尔梅里戈·德埃斯特（Almerigo d'Este，摩德纳公爵法兰西斯科一世之子）率领的4200名法兰西士兵抵达，德意志雇佣兵、来自萨伏伊、马耳他、托斯卡纳的志愿军和法国战舰也陆续赶到。不过实力增强的威尼斯军却在1660年再次遭遇挫折：8月对卡内亚（干尼亚）的攻击只夺取了外围的一些堡垒，没能拿下城市本身；9月份他们又攻击奥斯曼军在干地亚城外的堡垒，同样只取得小胜，没能打破后者对城市的包围。不久之后，阿尔梅里戈·德埃斯特在纳克索斯岛去世，法兰西军撤回国内，沮丧的弗朗切斯科·莫罗西尼失去指挥权，被亲戚乔治（Giorgio）取代。1661年，乔治·莫罗西尼取得一些战果，打破了奥斯曼军对蒂诺斯岛的围困，并于8月27日在米洛斯岛外击败了奥斯曼舰队。接下来几年的战事趋向平静，奥斯曼帝国忙于与哈布斯堡王朝在匈牙利交战，其舰队也很少出击，但威尼斯人没能利用这一好机会，除1662年在科斯岛袭击自亚历山大起航的奥斯曼补给舰队外，几乎没有进攻。

#### 最终阶段（1666-1669年）

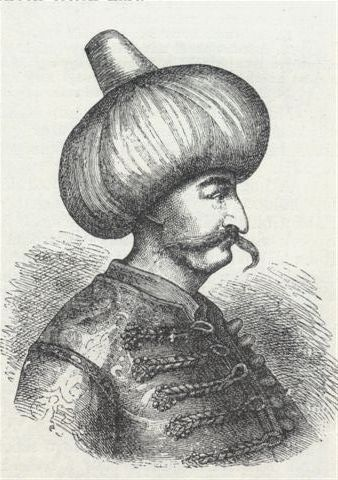
大维齐尔科普鲁律·法泽尔·艾哈迈德帕夏

威尼斯人没有进攻，但奥斯曼人并没有闲着，1664年的沃什堡和约结束了此次奥土战争，他们得以再次集中精力。大维齐尔科普鲁律·法泽尔·艾哈迈德帕夏于1665年冬天至次年初开始准备进攻，派遣9000人支援克里特岛上的奥斯曼军。奥斯曼帝国还提出了和平条件，威尼斯人在每年缴纳贡金的条件下，可以保有干地亚，但被拒绝。1666年5月，大维齐尔亲自率领的奥斯曼军自色雷斯出发，前往希腊南部，计划在冬天前往克里特岛。1667年2月，法国和萨伏伊再次驰援威尼斯，派遣21艘战舰带着6000人前往克里特，但像之前一样，各国援军的领袖们（来自法国、教皇国、马耳他、那不勒斯王国、西西里王国）还是不能统一意见，妨碍了援助的效果。英国王后布拉干萨的凯瑟琳也热心于援救干地亚，但没能说服丈夫查理二世出兵。弗朗切斯科·莫罗西尼此时再次成为威尼斯统帅，主动求战，但奥斯曼军没有上当，避免海上交战，利用己方更多的资源，稳定地向克里特岛输送兵力。整个1667年，基督教盟军唯一的胜利就是击退了奥斯曼军对切里戈岛（Cerigo，今克基拉岛）的突袭。
1669年3月8日，威尼斯舰队在圣佩拉吉娅岛（St Pelagia）附近打赢一场艰苦的夜战。此战中，奥斯曼的12艘战舰带着2000名士兵试图包围一支威尼斯小型舰队，但弗朗切斯科·莫罗西尼提前得知了这一消息，加强了这支舰队，赢得了这次代价颇高的战斗，这也是整场战争中威尼斯人最后一次海战获胜。随着教皇国和马耳他的舰队再次驰援，威尼斯军在这年夏天维持了对卡内亚——奥斯曼军的主要补给基地的封锁。为保护他们在圣托德罗岛（St Todero）的锚地，联军占领了圣玛利娜岛（St Marina）的要塞，这次小胜没能影响大局，教皇国和马耳他舰队离开后，奥斯曼舰队在9月份带着援军和补给成功到达卡内亚。

### 干地亚陷落

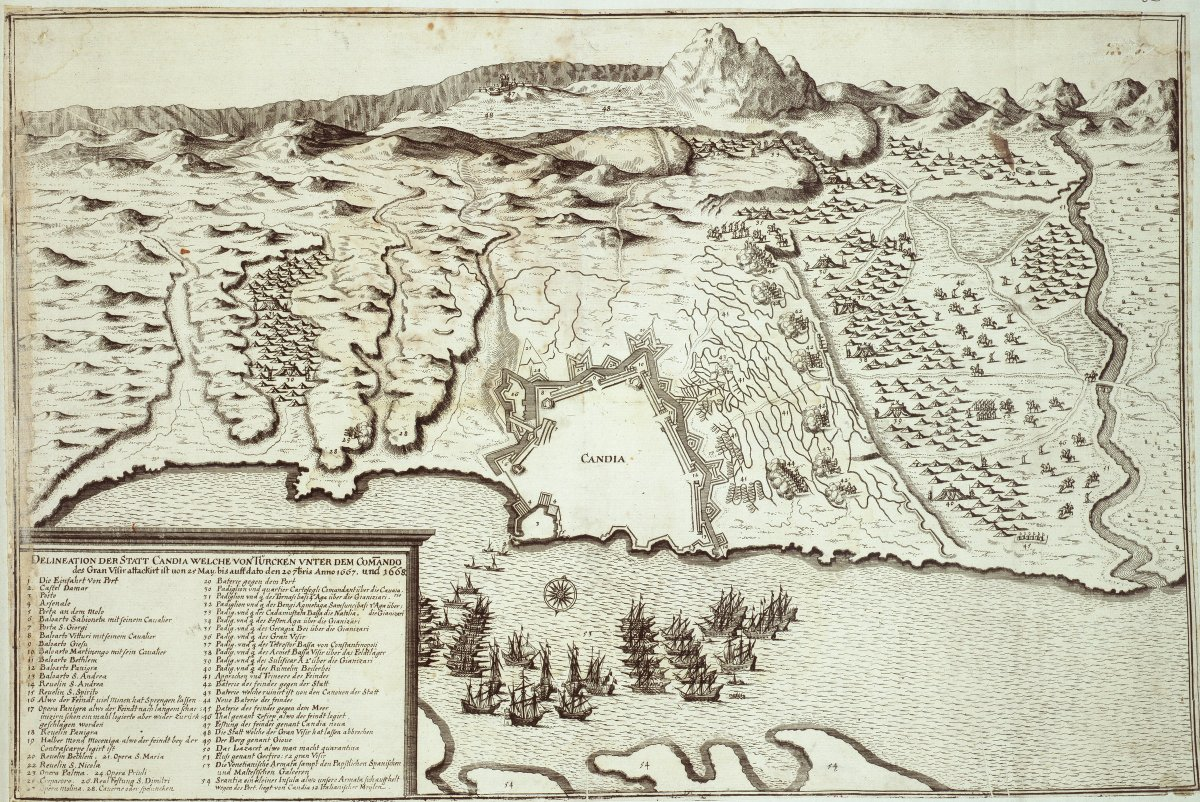
展现干地亚围城最后阶段形势的德语地图。表现了保卫着城市的星形要塞（伊拉克利翁城墙），也画出了奥斯曼军在城外修建的壕沟，城市西北角（地图的右下部）的部分最为明显

1666-1667年冬季，新的奥斯曼大军抵达克里特岛，1667年5月22日，大维齐尔亲自指挥攻城，围城的最后阶段开始。这次攻城持续了28个月，此过程中，10.8万土耳其军及29088名威尼斯人丧生，威尼斯贵族有280人葬身战场，约占威尼斯大议会成员的四分之一。面对凌厉的进攻和糟糕的财政状况，尽管仍有对西欧援军的期待，威尼斯最高执政团于1668年决定求和。实际上，威尼斯希望用西欧援军即将到来的情况迫使奥斯曼帝国让步。将领安德烈·瓦里埃（Andrea Valier）被任命为特使，但还没出发就病倒，年老的贵族阿尔维斯·达莫林（Alvise da Molin）接替了他。威尼斯的使者们前往拉里萨会见正在那里打猎的苏丹宫廷。奥斯曼提出双方平分克里特岛，但威尼斯最高执政团考虑到西欧，尤其是法国做出的援助承诺以及奥斯曼帝国内部新出现的动荡，拒绝了这一提议。威尼斯使者被奥斯曼人送到克里特岛的卡内亚，得到了继续谈判，同时观察奥斯曼军的实力与动向的命令.

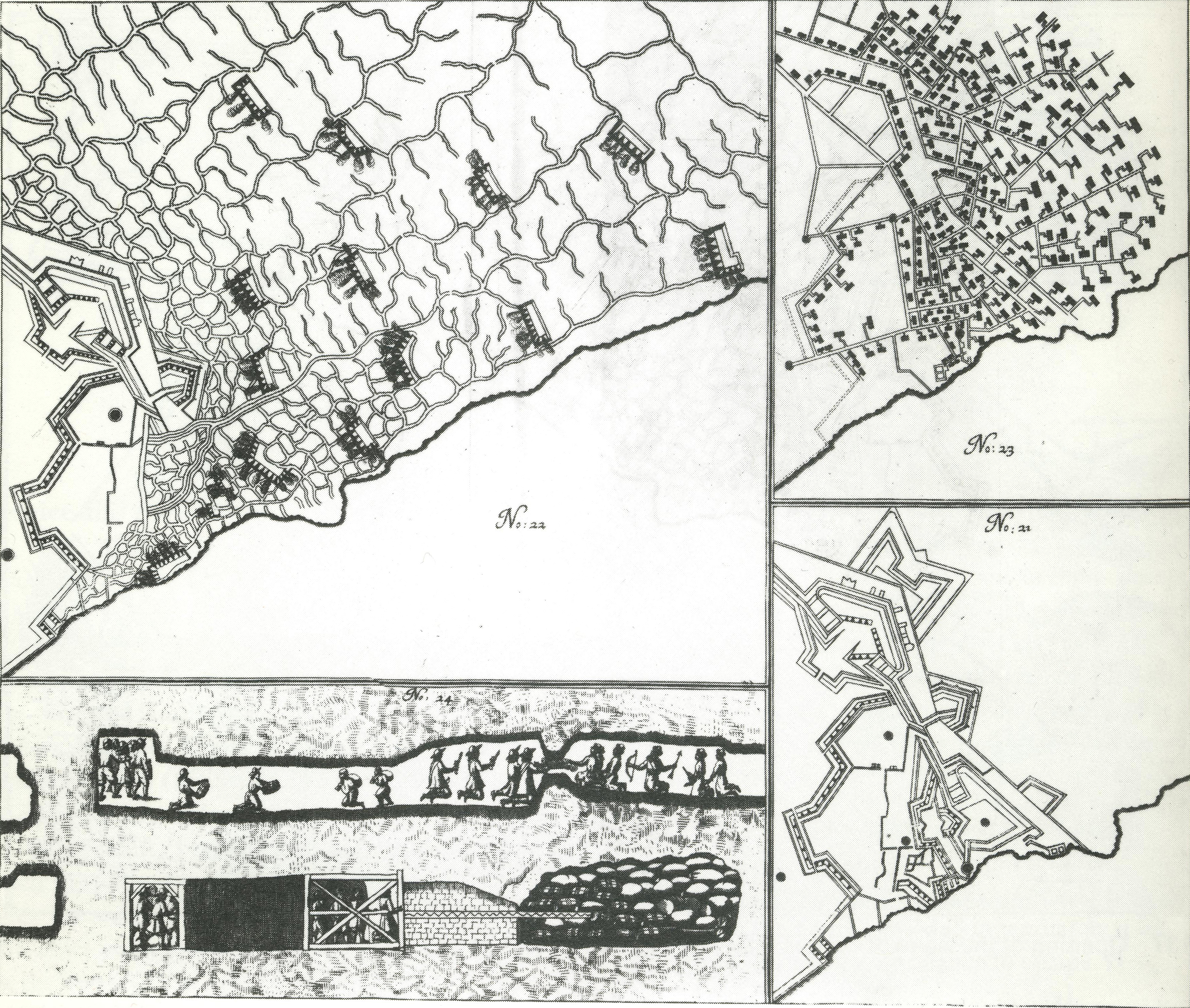
约翰·伯恩哈德·沙依特尔（Johann Bernhard Scheither）于1672年创作的奥斯曼壕沟、攻城坑道以及威尼斯的反攻城坑道细节示意图

1669年6月19日，第一批法国援军到达干地亚，这支部队有31艘船舰、6000名士兵，由博福尔公爵弗朗索瓦统帅，第二批包含桨帆船的援军预定于7月3日到达。过去的几年里，奥斯曼军缓步推进，已攻抵外围城防工事，守军陷入困境，大部分市区已经被毁。6月25日，法军发起突袭，惊讶的奥斯曼军很快被击溃，但法军在进攻城外的壕沟时陷入混乱，奥斯曼军反而将其击退。这次攻击使法军伤亡惨重，司令博福尔公爵以下800人战死，前者在中弹后被抛弃在战场上。第二批法军的到来鼓舞了守军的士气，双方决定发起联合进攻，并决定用占优势的海军炮轰奥斯曼军的堡垒线。7月25日，联合进攻开始，联军的火力令人印象深刻，据说仅舰队就向奥斯曼阵地倾泻了1.5万多枚炮弹。但多年深挖的堡垒保护了奥斯曼军，他们伤亡不大，反而基督教舰队出了问题：法国战舰特蕾莎号因火药库意外而爆炸，周围的法国、威尼斯战舰受损严重。
两次失败使得法军和威尼斯军关系破裂，接下来的几周中，双方发动了几次缺乏合作的行动。岛上的补给状况不佳，导致疾病流行，部队不断减员，使得法军指挥官动了离开的念头。法军最终在8月20日离去，25日奥斯曼军的两次进攻被击退，但威尼斯统帅弗朗切斯科·莫罗西尼意识到威尼斯军已无法继续守卫干地亚了。8月27日的一次军事会议后，他在没有通知威尼斯政府的情况下决定投降。1669年9月5日，城市交给了奥斯曼帝国，剩余的守军、市民可以带着财产离开。莫罗西尼以他自己的名义与奥斯曼签订永久和平条约，因此条件相对慷慨：威尼斯可以保留爱琴海中的基西拉岛和蒂诺斯岛以及克里特岛附近的史宾纳隆加岛、 格拉姆武萨群岛、苏达岛，并保留了在达尔马提亚获得的土地。

### 达尔马提亚战事

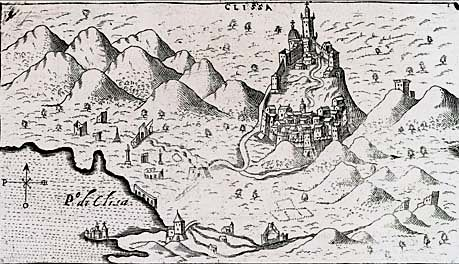
干地亚战争中，威尼斯军在当地人的帮助下迫使克利斯要塞投降

达尔马提亚在这场战争中是个相对独立的战区，战争初期，双方在这里交战。这里的战争条件与克里特岛正好相反：对奥斯曼人来说，这里距离过远且无足轻重，威尼斯则有绝对的制海权，可以方便地进行补给、巩固己方的沿海据点。奥斯曼军于1646年发起大规模进攻，成效很大，攻占了克尔克岛、帕格岛、茨雷斯岛，经过两天的进攻，号称坚不可摧的诺维格拉德城堡于7月4日投降。由此，奥斯曼军得以威胁威尼斯在达尔马提亚最重要的两个据点：扎达尔和斯普利特。次年，形势逆转，威尼斯将领列昂纳多·福斯科洛率军占领几个堡垒，夺回诺维格拉德，短暂占领克宁要塞并夺回克利斯要塞。奥斯曼军则于8-9月围攻希贝尼克，没有攻下。接下来的几年中，军事行动因扎达尔爆发饥荒和瘟疫而停滞，同时双方也把注意力转移到了爱琴海地区。奥斯曼军把夺取克里特岛放在首位，不在达尔马提亚继续进攻。1669年合约签订时，威尼斯已在达尔马提亚取得巨大进展，领地增至原来的三倍，巩固了对亚得里亚海的控制。

## 后续
这场战争终结了威尼斯对克里特岛四个半世纪的统治，也使奥斯曼帝国的领土达到暂时的顶峰。但无数金钱与人力被投入这场旷日持久的战争，一定程度上也导致了奥斯曼帝国在17世纪末衰落。威尼斯共和国失去了它最大、最重要的海外领地，在地中海贸易中的地位进一步下降，战争也耗尽了其国库，仅为了保卫干地亚，威尼斯就花费了425.3万杜卡特，在达尔马提亚的收获也难以弥补这一巨大损失。战后，弗朗切斯科·莫罗西尼于1670年返回威尼斯，被指控犯有不服从与叛国的罪行，后被无罪释放。十五年后，他在摩里亚战争中仍任威尼斯军指挥，这场战争是威尼斯重建东地中海权势的最后一次努力，战争中，威尼斯舰队于1692年试图夺回干地亚，但没能成功。1715年，威尼斯在克里特岛的最后一个据点在最后一场奥斯曼-威尼斯战争中被攻陷。克里特岛自此以后一直是奥斯曼领土，直到1897年成为一个自治国家。巴尔干战争之前，奥斯曼帝国仍是克里特岛名义上的宗主，1913年的雅典条约签订之后，奥斯曼帝国放弃宗主权，克里特岛并入希腊王国。
干地亚沦陷后，医院骑士团担心奥斯曼帝国将会进攻马耳他。1670年，他们开始了加固岛上防御的工程，新修建了科顿内拉防线和里卡索利堡垒。

## 引用
1. ↑  Paoletti, Ciro. . 2008: 33.
2. ↑  拜伦，恰尔德·哈罗尔德游记
3. 1 2  Faroqhi 2006，第51頁
4. ↑  Setton 1991，第107–108頁
5. ↑  Greene 2000，第17頁
6. 1 2  Finkel 2006，第222頁
7. ↑  Setton 1991，第104–106頁
8. ↑  Lane 2003，第408頁
9. ↑  Setton 1991，第108–109頁
10. ↑  Parry & Cook (1976), p. 152
11. ↑  Setton 1991，第111頁
12. ↑  Finkel 2006，第225頁
13. ↑  Finkel 2006，第226頁
14. 1 2  Finlay (1856), p. 128
15. ↑  Setton 1991，第124頁
16. 1 2 3  Setton 1991，第126頁
17. ↑  Setton 1991，第120頁
18. ↑  Setton 1991，第107頁
19. ↑  Setton 1991，第121頁
20. ↑  Setton 1991，第127頁
21. 1 2  Setton 1991，第128–129頁
22. 1 2 3 4  Finkel 2006，第227頁
23. ↑  Setton 1991，第131–132頁
24. ↑  Setton 1991，第131,137–138頁
25. ↑  Setton 1991，第129頁
26. ↑  Setton 1991，第140頁
27. ↑  Setton 1991，第141頁
28. ↑  Setton 1991，第147頁
29. 1 2  Setton 1991，第148頁
30. 1 2 3  Miller 1921，第196頁
31. 1 2 3  Setton 1991，第150頁
32. ↑  Setton 1991，第151–153頁
33. 1 2  Setton 1991，第158頁
34. 1 2  Setton 1991，第159頁
35. ↑  Setton 1991，第167頁
36. 1 2  Turnbull 2003，第85頁
37. 1 2 3  , VENIVA consortium, 1996  [27 November 2008], （原始内容存档于2018-09-29）
38. ↑  Cooper 1979，第231頁
39. 1 2  Holt, Lambton & Lewis 1978，第631頁
40. ↑  Setton 1991，第139頁
41. ↑  Setton 1991，第139–140頁
42. ↑  Setton 1991，第140–141頁
43. ↑  Setton 1991，第146頁
44. ↑  Setton 1991，第147–148頁
45. 1 2  Setton 1991，第149頁
46. ↑  Setton 1991，第155頁
47. ↑  Bostan 2009，第426、429頁
48. ↑  Setton 1991，第163–164頁
49. ↑  Setton 1991，第164–169頁
50. ↑  Setton 1991，第170頁
51. ↑  Setton 1991，第172頁
52. ↑  Setton 1991，第173頁
53. ↑  Setton 1991，第174–177頁
54. ↑  Setton 1991，第178頁
55. 1 2  Setton 1991，第179頁
56. ↑  Setton 1991，第179–180頁
57. ↑  Setton 1991，第180頁
58. ↑  Setton 1991，第181–182頁
59. 1 2  Setton 1991，第182頁
60. 1 2 3  Lane 2003，第409頁
61. ↑  Finkel 2006，第247頁
62. 1 2  Lane 2003，第410頁
63. ↑  Finkel 2006，第248頁
64. ↑  Setton 1991，第183頁
65. ↑  Setton 1991，第183–184頁
66. ↑  Finkel 2006，第251–252頁
67. 1 2  Shaw 1976，第209頁
68. 1 2 3  Setton 1991，第190頁
69. ↑  Setton 1991，第185頁
70. ↑  Setton 1991，第186頁
71. ↑  Setton 1991，第186–188頁
72. ↑  Shaw 1976，第210頁
73. 1 2 3  Setton 1991，第189頁
74. 1 2 3  Finkel 2006，第256頁
75. 1 2  Duffy 1979，第196–197頁
76. ↑  Setton 1991，第188–189頁
77. ↑  Setton 1991，第214–216頁
78. ↑  Setton 1991，第190–191頁
79. ↑  Setton 1991，第192–193頁
80. ↑  Setton 1991，第193頁
81. ↑  Finkel 2006，第270頁
82. ↑  Setton 1991，第194頁
83. ↑  Setton 1991，第195頁
84. ↑  Setton 1991，第196–197頁
85. ↑  Setton 1991，第199–200頁
86. ↑  Setton 1991，第205頁
87. ↑  Setton 1991，第206頁
88. ↑  Setton 1991，第214頁
89. ↑  Setton 1991，第206–209頁
90. ↑  Setton 1991，第212頁
91. ↑  Setton 1991，第216–218頁
92. ↑  Setton 1991，第217–219頁
93. ↑  Setton 1991，第223–224頁
94. ↑  Setton 1991，第224–225頁
95. ↑  Setton 1991，第225頁
96. 1 2  Setton 1991，第226頁
97. ↑  Setton 1991，第226–227頁
98. ↑  Setton 1991，第227–228頁
99. 1 2  Finkel 2006，第271頁
100. ↑  Finlay (1856), p. 132
101. ↑  Nicolle (1989), p. 40
102. ↑  Setton 1991，第143頁
103. ↑  Setton 1991，第142頁
104. ↑  Setton 1991，第144頁
105. ↑  Setton 1991，第162頁
106. ↑  Faroqhi 2006，第22頁
107. ↑  Cooper 1979，第232頁
108. ↑  Faroqhi 2006，第58、115頁
109. ↑  Detorakis 1986，第438-456頁
110. ↑  Zammit, Vincent. . Civilization (Ħamrun: PEG Ltd). 1984, 1: 118–119.